# Loui Eriksson
Pour les articles homonymes, voir Eriksson.
Loui Eriksson (né le 17 juillet 1985 à Göteborg en Suède) est un joueur professionnel suédois de hockey sur glace. Il évolue au poste d'ailier.

## Biographie

### Carrière en club
Eriksson est formé au Lerums BK, où il a commencé à jouer très jeune. Il a rapidement progressé puisque dès l'âge de onze ans il est surclassé et joue avec l'équipe des moins de 16 ans. Il intègre alors les équipes de jeunes du Frölunda HC. Il débute en J20 SuperElit en 2001. La saison suivante, son frère Lennon Eriksson, de deux ans son ainé rejoint cette équipe junior. Il est choisi au cours du repêchage d'entrée dans la LNH 2003 dans la Ligue nationale de hockey par les Stars de Dallas en 2e ronde, en 33e position. Il passe professionnel cette année-là avec l'équipe première pensionnaire de l'Elitserien.
Il part en Amérique du Nord en 2005. Il est assigné par les Stars aux Stars de l'Iowa dans la Ligue américaine de hockey.
Le 4 octobre 2006, Eriksson débute dans la LNH face à l'Avalanche du Colorado inscrivant son premier but.
Le 2 octobre 2009, Eriksson accepte une prolongation de contrat de 25 500 000 $ pour 4 ans, le liant ainsi aux Stars de Dallas jusqu'à la fin de la saison 2015-2016. Il participe au 58e Match des étoiles de la Ligue nationale de hockey dont il est, avec Shea Weber (quatre assistances), le meilleur pointeur avec deux buts et deux assistances.
Le 4 juillet 2013, il est échangé aux Bruins de Boston avec Joseph Morrow, Reilly Smith et Matt Fraser en retour de Tyler Seguin, Rich Peverley et Ryan Button.
Le 1er juillet 2016, il signe un contrat de 6 ans pour 36 millions de dollars avec les Canucks de Vancouver.

### Carrière internationale
Il représente la Suède au niveau international. Il a participé aux sélections jeunes.

## Statistiques

### En club
| Saison     | Équipe               | Ligue       |       | Saison régulière | Saison régulière | Saison régulière | Saison régulière | Saison régulière |   | Séries éliminatoires | Séries éliminatoires | Séries éliminatoires | Séries éliminatoires | Séries éliminatoires |
| Saison     | Équipe               | Ligue       | PJ    | B                | A                | Pts              | Pun              | PJ               | B | A                    | Pts                  | Pun                  |                      |                      |
| 2003-2004  | Frölunda HC          | Elitserien  | 46    | 8                | 5                | 13               | 4                | 10               | 1 | 5                    | 6                    | 0                    |                      |                      |
| 2004-2005  | Bofors IK            | Allsvenskan | 2     | 0                | 0                | 0                | 0                | -                | - | -                    | -                    | -                    |                      |                      |
| 2004-2005  | Frölunda HC          | Elitserien  | 39    | 5                | 9                | 14               | 4                | 12               | 0 | 0                    | 0                    | 0                    |                      |                      |
| 2005-2006  | Stars de l'Iowa      | LAH         | 78    | 31               | 29               | 60               | 27               | 7                | 2 | 5                    | 7                    | 0                    |                      |                      |
| 2006-2007  | Stars de l'Iowa      | LAH         | 15    | 5                | 3                | 8                | 13               | 9                | 2 | 5                    | 7                    | 0                    |                      |                      |
| 2006-2007  | Stars de Dallas      | LNH         | 59    | 6                | 13               | 19               | 18               | 4                | 0 | 1                    | 1                    | 0                    |                      |                      |
| 2007-2008  | Stars de l'Iowa      | LAH         | 2     | 1                | 2                | 3                | 2                | -                | - | -                    | -                    | -                    |                      |                      |
| 2007-2008  | Stars de Dallas      | LNH         | 69    | 14               | 17               | 31               | 28               | 18               | 4 | 4                    | 8                    | 8                    |                      |                      |
| 2008-2009  | Stars de Dallas      | LNH         | 82    | 36               | 27               | 63               | 14               | -                | - | -                    | -                    | -                    |                      |                      |
| 2009-2010  | Stars de Dallas      | LNH         | 82    | 29               | 42               | 71               | 26               | -                | - | -                    | -                    | -                    |                      |                      |
| 2010-2011  | Stars de Dallas      | LNH         | 79    | 27               | 46               | 73               | 8                | -                | - | -                    | -                    | -                    |                      |                      |
| 2011-2012  | Stars de Dallas      | LNH         | 82    | 26               | 45               | 71               | 12               | -                | - | -                    | -                    | -                    |                      |                      |
| 2012-2013  | HC Davos             | LNA         | 7     | 3                | 3                | 6                | 0                | -                | - | -                    | -                    | -                    |                      |                      |
| 2012-2013  | Stars de Dallas      | LNH         | 48    | 12               | 17               | 29               | 8                | -                | - | -                    | -                    | -                    |                      |                      |
| 2013-2014  | Bruins de Boston     | LNH         | 61    | 10               | 27               | 37               | 6                | 12               | 2 | 3                    | 5                    | 4                    |                      |                      |
| 2014-2015  | Bruins de Boston     | LNH         | 81    | 22               | 25               | 47               | 14               | -                | - | -                    | -                    | -                    |                      |                      |
| 2015-2016  | Bruins de Boston     | LNH         | 82    | 30               | 33               | 63               | 12               | -                | - | -                    | -                    | -                    |                      |                      |
| 2016-2017  | Canucks de Vancouver | LNH         | 65    | 11               | 13               | 24               | 8                | -                | - | -                    | -                    | -                    |                      |                      |
| 2017-2018  | Canucks de Vancouver | LNH         | 50    | 10               | 13               | 23               | 4                | -                | - | -                    | -                    | -                    |                      |                      |
| 2018-2019  | Canucks de Vancouver | LNH         | 81    | 11               | 18               | 29               | 22               | -                | - | -                    | -                    | -                    |                      |                      |
| 2019-2020  | Canucks de Vancouver | LNH         | 49    | 6                | 7                | 13               | 12               | 10               | 0 | 0                    | 0                    | 6                    |                      |                      |
| 2020-2021  | Canucks de Vancouver | LNH         | 7     | 0                | 1                | 1                | 2                | -                | - | -                    | -                    | -                    |                      |                      |
| 2021-2022  | Coyotes de l'Arizona | LNH         | 73    | 3                | 16               | 19               | 6                | -                | - | -                    | -                    | -                    |                      |                      |
| 2022-2023  | Frölunda HC          | SHL         | 34    | 11               | 8                | 19               | 10               | 13               | 4 | 3                    | 7                    | 2                    |                      |                      |
| Totaux LNH | Totaux LNH           | Totaux LNH  | 1 050 | 253              | 360              | 613              | 200              | 44               | 6 | 8                    | 14                   | 18                   |                      |                      |

### En équipe nationale
| Année | Événement                            |    | PJ | B | A  | Pts | Pun | +/-                |  | Résultat |
| 2003  | Championnat du monde moins de 18 ans | 6  | 5  | 2 | 7  | 12  | -1  | Cinquième place    |  |          |
| 2004  | Championnat du monde junior          | 6  | 1  | 1 | 2  | 2   | +2  | Septième place     |  |          |
| 2005  | Championnat du monde junior          | 6  | 2  | 3 | 5  | 0   | -1  | Sixième place      |  |          |
| 2009  | Championnat du monde                 | 9  | 3  | 4 | 7  | 0   | +3  | Médaille de bronze |  |          |
| 2010  | Jeux olympiques                      | 4  | 3  | 1 | 4  | 0   | +2  | Cinquième place    |  |          |
| 2011  | Championnat du monde                 | 9  | 3  | 1 | 4  | 2   | +4  | Médaille d'argent  |  |          |
| 2012  | Championnat du monde                 | 8  | 5  | 8 | 13 | 2   | +7  | Sixième place      |  |          |
| 2013  | Championnat du monde                 | 10 | 5  | 5 | 10 | 0   | +4  | Médaille d'or      |  |          |
| 2014  | Jeux olympiques                      | 6  | 2  | 1 | 3  | 0   | 0   | Médaille d'argent  |  |          |
| 2015  | Championnat du monde                 | 8  | 4  | 6 | 10 | 0   | +5  | Cinquième place    |  |          |
| 2016  | Coupe du monde                       | 4  | 1  | 0 | 1  | 0   | 0   | Demi-finaliste     |  |          |
| 2019  | Championnat du monde                 | 8  | 1  | 3 | 4  | 0   | -8  | 5e place           |  |          |

## Trophées et honneurs personnels

### Elitserien
- 2004 : remporte le trophée Årets rookie

### Ligue américaine de hockey
- 2006 : nommé recrue du mois de mars

### Stars de l'Iowa
- 2005-2006 : nommé recrue de l'année

### Ligue nationale de hockey
- 2011 : participe au 58e Match des étoiles de la LNH